# Xanthopimpla annulata
Xanthopimpla annulata är en stekelart som beskrevs av Joseph Augustine Cushman 1925. Xanthopimpla annulata ingår i släktet Xanthopimpla och familjen brokparasitsteklar. Inga underarter finns listade i Catalogue of Life.